# Pakistanische Frauen-Cricket-Nationalmannschaft in England in der Saison 2016
Die Tour der pakistanischen Frauen-Cricket-Nationalmannschaft nach England in der Saison 2016 fand vom 20. Juni bis zum 7. Juli 2016 statt. Die internationale Cricket-Tour war Bestandteil der Internationalen Cricket-Saison 2016 und umfasste drei WODIs und drei WTwenty20s. England gewann beide Serien jeweils 3–0.

## Vorgeschichte
Für beide Mannschaften war es die erste Tour der Saison. Das letzte Aufeinandertreffen der beiden Mannschaften bei einer Tour fand in der Saison 2013 in England statt.

## Stadien
Die folgenden Stadien wurden für die Tour als Austragungsort vorgesehen.
| Stadion               | Stadt       | Kapazität | Spiele  |
| --------------------- | ----------- | --------- | ------- |
| Bristol County Ground | Bristol     | 17.500    | 1. WT20 |
| County Ground         | Chelmsford  | 6.500     | 3. WT20 |
| Grace Road            | Leicester   | 6.000     | 1. WODI |
| Rose Bowl             | Southampton | 6.500     | 2. WT20 |
| County Ground         | Taunton     | 8.500     | 3. WODI |
| New Road              | Worcester   | 5.500     | 2. WODI |

## Kaderlisten
Pakistan benannte seine Kader am 4. Juni 2016. England benannte seinen WODI-Kader am 17. Juni und seinen WTwenty20-Kader am 1. Juli 2016.
| WODI | WODI | WTwenty20 | WTwenty20 |
| England | Pakistan | England | Pakistan |
| --- | --- | --- | --- |
| - Heather Knight (K) - Anya Shrubsole (VK) - Tammy Beaumont - Katherine Brunt - Kate Cross - Georgia Elwiss - Jenny Gunn - Alex Hartley - Danielle Hazell - Amy Jones (wk) - Laura Marsh - Natalie Sciver - Fran Wilson - Lauren Winfield - Danni Wyatt | - Sana Mir (K) - Aiman Anwer - Anam Amin - Asmavia Iqbal - Bismah Maroof (wk) - Iram Javed - Javeria Khan - Muneeba Ali - Nahida Khan - Nain Abidi - Nida Dar - Sadia Yousuf - Sania Khan - Sidra Ameen - Sidra Nawaz (wk) | - Heather Knight (K) - Tammy Beaumont - Katherine Brunt - Sophie Ecclestone - Georgia Elwiss - Natasha Farrant - Jenny Gunn - Alex Hartley - Danielle Hazell - Amy Jones (wk) - Laura Marsh - Natalie Sciver - Fran Wilson - Lauren Winfield - Danni Wyatt | - Bismah Maroof (K) - Aiman Anwer - Anam Amin - Asmavia Iqbal - Iram Javed - Javeria Khan - Muneeba Ali - Nahida Khan - Nain Abidi - Nida Dar - Sadia Yousuf - Sana Mir - Sania Khan - Sidra Ameen - Sidra Nawaz (wk) |

## Women’s One-Day Internationals

### Erstes WODI in Leicester
| 20./21. Juni Scorecard | Leicester | Pakistan 165 (45.4)           | – | England 166-3 (31.5) |
|                        |           | England gewinnt mit 7 Wickets |   |                      |

Spiel konnte auf Grund von Regenfällen am 20. Juni nicht gestartet werden und wurde daher auf den Reservetag verschoben. England gewann den Münzwurf und entschied sich als Feldmannschaft zu beginnen. Als Spielerin des Spiels wurde Heather Knight ausgezeichnet.

### Zweites WODI in Worcester
| 22. Juni Scorecard | Worcester | England 378-5 (50)           | – | Pakistan 166 (47.4) |
|                    |           | England gewinnt mit 212 Runs |   |                     |

England gewann den Münzwurf und entschied sich als Feldmannschaft zu beginnen. Als Spielerin des Spiels wurde Heather Knight ausgezeichnet.

### Drittes WODI in Taunton
| 27. Juni Scorecard | Taunton | England 366-4 (50)           | – | Pakistan 164 (44.5) |
|                    |         | England gewinnt mit 202 Runs |   |                     |

England gewann den Münzwurf und entschied sich als Schlagmannschaft zu beginnen. Als Spielerin des Spiels wurde Tamsin Beaumont ausgezeichnet.

## Women’s Twenty20 Internationals

### Erstes WTwenty20 in Bristol
| 3. Juli Scorecard | Bristol | England 187-5 (20)          | – | Pakistan 119-7 (20) |
|                   |         | England gewinnt mit 68 Runs |   |                     |

England gewann den Münzwurf und entschied sich als Schlagmannschaft zu beginnen. Als Spielerin des Spiels wurde Tamsin Beaumont ausgezeichnet.

### Zweites WTwenty20 in Southampton
| 5. Juli Scorecard | Southampton | England 138-7 (20)          | – | Pakistan 103 (19.4) |
|                   |             | England gewinnt mit 35 Runs |   |                     |

England gewann den Münzwurf und entschied sich als Schlagmannschaft zu beginnen. Als Spielerin des Spiels wurde Fran Wilson ausgezeichnet.

### Drittes WTwenty20 in Chelmsford
| 7. Juli Scorecard | Chelmsford | England 170-5 (20)          | – | Pakistan 113-7 (20) |
|                   |            | England gewinnt mit 57 Runs |   |                     |

England gewann den Münzwurf und entschied sich als Schlagmannschaft zu beginnen. Als Spielerin des Spiels wurde Lauren Winfield ausgezeichnet.

## Auszeichnungen

### Player of the Match
Als Player of the Match wurden die folgenden Spielerinnen ausgezeichnet.
| Spiel   | Player of the Match |
| ------- | ------------------- |
| 1. WODI | Heather Knight      |
| 2. WODI | Tamsin Beaumont     |
| 3. WODI | Tamsin Beaumont     |
| 1. WT20 | Tamsin Beaumont     |
| 2. WT20 | Fran Wilson         |
| 3. WT20 | Lauren Winfield     |